# Теория Галуа
Тео́рия Галуа́ — раздел алгебры, позволяющий переформулировать определённые вопросы теории полей на языке теории групп, делая их в некотором смысле более простыми.
Эварист Галуа сформулировал основные утверждения этой теории в терминах перестановок корней заданного многочлена (с рациональными коэффициентами); он был первым, кто использовал термин «группа» для описания множества перестановок, замкнутого относительно композиции и содержащего тождественную перестановку.
Более современный подход к теории Галуа заключается в изучении автоморфизмов расширения произвольного поля при помощи группы Галуа, соответствующей данному расширению.

## Приложения
Теория Галуа даёт единый элегантный подход к решению таких классических задач как
1. Какие фигуры можно построить циркулем и линейкой?
2. Какие алгебраические уравнения разрешимы с помощью стандартных алгебраических операций (сложение, вычитание, умножение, деление и извлечение корня)?

## Симметрии корней
Симметрии корней — такие перестановки на множестве корней многочлена, для которых любому алгебраическому уравнению с рациональными коэффициентами (с несколькими переменными), которому удовлетворяют корни, удовлетворяют и переставленные корни.

### Пример: квадратное уравнение
У многочлена второй степени {\displaystyle ax^{2}+bx+c} имеются два корня {\displaystyle x_{1}} и {\displaystyle x_{2}}, симметричных относительно точки {\displaystyle x=-b/(2a)}. Возможны два варианта:
- Если эти корни рациональны, то уравнению {\displaystyle x-x_{1}=0} удовлетворяет только один корень, и группа уравнения тривиальна.
- Если корни иррациональны, то группа содержит один нетривиальный элемент {\displaystyle x_{1}\Leftrightarrow x_{2}} и изоморфна {\displaystyle \mathbb {Z} /2\mathbb {Z} }.

### Более сложный пример
Рассмотрим теперь многочлен {\displaystyle (x^{2}-5)^{2}-24}.
Его корни: {\displaystyle a={\sqrt {2}}+{\sqrt {3}},\ b={\sqrt {2}}-{\sqrt {3}},\ c=-{\sqrt {2}}+{\sqrt {3}},\ d=-{\sqrt {2}}-{\sqrt {3}}}.
Существует {\displaystyle 4!=24} различных перестановки корней этого уравнения, но не все они являются симметриями. Элементы группы Галуа должны сохранять любые алгебраические уравнения с рациональными коэффициентами.
Одно из таких уравнений — {\displaystyle a+d=0}. Поскольку {\displaystyle a+c\neq 0}, перестановка {\displaystyle a\to a,\ b\to b,\ c\to d,\ d\to c} не входит в группу Галуа.
Кроме того, можно заметить, что {\displaystyle (a+b)^{2}=8}, но {\displaystyle (a+c)^{2}=12}. Поэтому перестановка {\displaystyle a\to a,\ b\to c,\ c\to b,\ d\to d} не входит в группу.
Окончательно можно получить, что группа Галуа многочлена состоит из четырёх перестановок:
{\displaystyle (a,b,c,d)\to (a,b,c,d),}
{\displaystyle (a,b,c,d)\to (c,d,a,b),}
{\displaystyle (a,b,c,d)\to (b,a,d,c),}
{\displaystyle (a,b,c,d)\to (d,c,b,a)}
и является четверной группой Клейна, изоморфной {\displaystyle (\mathbb {Z} /2\mathbb {Z} )\times (\mathbb {Z} /2\mathbb {Z} )}.

## Формулировка в терминах теории полей
Теория полей даёт более общее определение группы Галуа как группы автоморфизмов произвольного расширения Галуа.
На этом языке можно сформулировать все утверждения, касающиеся «симметрий» корней многочлена. А именно, пусть коэффициенты данного многочлена принадлежат полю K. Рассмотрим алгебраическое расширение L поля K корнями многочлена. Тогда группа Галуа многочлена — это группа автоморфизмов поля L, оставляющих элементы поля K на месте, то есть группа Галуа расширения {\displaystyle L\supset K}. Например, в предыдущем примере была рассмотрена группа Галуа расширения {\displaystyle \mathbb {Q} ({\sqrt {2}},{\sqrt {3}})\supset \mathbb {Q} }.

## Разрешимые группыирешение уравнений в радикалах
Решения полиномиального уравнения {\displaystyle P(x)=0} выражаются в радикалах тогда и только тогда, когда группа Галуа данного уравнения в общем виде разрешима.
Для любого {\displaystyle n} существует уравнение {\displaystyle n}-й степени, группа Галуа которого изоморфна симметрической группе {\displaystyle S_{n}}, то есть состоит из всех возможных перестановок. Поскольку группы {\displaystyle S_{n}} при {\displaystyle n>4} не являются разрешимыми, существуют многочлены степени {\displaystyle n}, корни которых не представимы при помощи радикалов, что является утверждением теоремы Абеля — Руффини.

## Вариации и обобщения
- Более абстрактный подход к теории Галуа был разработан Александром Гротендиком в 1960 году. Этот подход позволяет применить основные результаты теории Галуа к любой категории, обладающей заданными свойствами (например, существованием копроизведений и декартовых квадратов).
  - В частности, это позволяет перенести результаты теории Галуа в теорию накрытий. Для того, чтобы применить эту теорию к категории расширений полей, требуется изучение свойств тензорных произведений полей[англ.].